# La Grand-Combe
La Grand-Combe è un comune francese di 5 300 abitanti situato nel dipartimento del Gard, nella regione dell'Occitania.

## Società

### Evoluzione demografica
Abitanti censiti